# Il demone della carne
Il demone della carne (Vértigo) è un film del 1945 diretto da Antonio Momplet che si ispira ad "Alberte" racconto dello scrittore francese Pierre Benoît.

## Trama
Mercedes si sposa giovanissima e poco dopo la nascita della figlia Gabriella resta vedova. Da quel momento si dedica solo alla proprietà e alla figlia rinunciando a rifarsi una vita.
Secondo la volontà del marito a 15 anni Gabriella deve trasferirsi nella capitale per studiare e per Mercedes aumenta la solitudine e l'isolamento.
Anni dopo Gabriella torna a casa accompagnata da Arturo, un ingegnere con il quale si è fidanzata. La presenza dell'uomo porta scompiglio nella casa, Arturo infatti si avvicina sempre di più a Mercedes che sembra essere rinata e riacquistato il suo splendore. Mercedes però è disposta a rinunciare all'amore pur di non tradire la figlia e chiede ad Arturo di affrettare le nozze. La notte prima della nozze, Gabriela esce alla ricerca di un dottore per Arturo infermo ma muore attraversando un ponte pericolante che proprio Arturo avrebbe dovuto rinforzare. 
Nel paese si diffonde la voce che la morte di Gabriela sia stata provocata da Arturo, che nel frattempo è scappato, e tutti si allontanano da Mercedes, amici e lavoranti. Arturo torna per portarla via, ma Mercedes, resasi conto della colpa dell'uomo lo respinge e gli spara. Torna così a vivere sola e isolata.